# Alpura
Alpura, acrónimo de Ganaderos Productores de Leche Pura, S.A.P.I. de C.V., es una empresa mexicana fabricante de productos lácteos fundada en 1973. Bajo la marca Alpura produce y comercializa leche líquida, yogur, postres, mantequilla, crema y quesos.

## Historia
La empresa fue fundada en 1973 por un grupo de empresarios ganaderos mexicanos que deseaban dar calidad a la producción de leche en el entonces Distrito Federal, fundando la Asociación Nacional de Productores de Leche Pura. El 3 de mayo de 1973, comenzó la construcción de una planta en Izcalli, Estado de México, enviando además técnicos de producción a países como los Estados Unidos, Dinamarca y Suecia para a su vez aplicar aprendizajes de la producción de leche en el contexto mexicano. La planta fue concluida en 1974, produciendo leche pasteurizada.
En 2011, Alpura tenía 254 socios con 142 ranchos en ocho estados de la República Mexicana, mismos en donde se extraían mil 900 millones de litros de leche de 106 mil vacas de la raza Holstein. En 2021, producían 100 millones de kilolitros de productos lácteos. Sus productos se venden en México, los Estados Unidos y Venezuela.

## Alpura Group
Alpura tiene más de 142 propiedades de rancho en toda la República Mexicana. Algunas de sus propiedades principales se encuentran en los estados de Chihuahua, Coahuila, Durango, Guanajuato, Hidalgo, Jalisco, México, Querétaro y Tlaxcala. En el grupo Alpura hay actualmente 5.067 empleados, alrededor de 4.350 agricultores y 2.320 distribuidores. La empresa tiene 11.737 empleados. En las lecherías que le dan leche a Alpura, es dueña de todas las vacas. Esto le permite a Alpura supervisar todos los aspectos del manejo del rebaño, como la salud y la edad de las vacas. Todas las vacas son de la raza Holstein. En el proceso de ordeño, las vacas y la leche nunca son tocadas por los trabajadores.

## Productos
La cantidad y variedad de productos lácteos de Alpura ha crecido a lo largo de los años. Cuando Alpura introdujo la leche ultrapasteurizada, cambió el mercado mexicano. Antes aún no existía un plan de negocios para vender leche en México, y por lo tanto tampoco existían empresas que vendieran leche en el país. También en el pasado, la leche aún no tenía un proceso de producción específico. Con la ultrapasteurización, todas las bacterias mueren y la leche se elabora con un proceso muy cuidadoso. En la actualidad, Alpura cuenta con cinco productos lácteos diferentes con numerosas marcas bajo cada tipo de producto: leche, nata, yogur, yogur bebible y vasitos de postre. La leche puede ser Clásica, Semi y Ligera en Pasteurizada y Ultra Pasteurizada, Especial (por ejemplo, Extra Ligera, Sin Lactosa, Sin Colesterol), Fruta Alpura (en ultrapasteurizada y para llevar), Leche en polvo, sabores (tales como chocolate, vainilla y fresa), Alpura Kids y leche de fórmula. Crema 2000 y grasa reducida. El yogur es: Probiótico en Fresa o Durazno, Con Frutas (fresa, durazno, manzana, mango, fruta del bosque, piña, coco y mora), Natural, Cremoso, Vivendi (belleza, depurativo, digestión, defensas), Con Cereal (fresa, melocotón, manzana-melocotón, frutas del bosque) El yogur bebible tiene la mayoría de los mismos sabores que el yogur regular en Regular, Probiotic y Vivendi. Las tazas de postre son frutas con crema (fresa, durazno, mango).